# Tramping Lake
Tramping Lake es un pueblo canadiense situado en la provincia de Saskatchewan.

## Superficie
Tramping Lake tiene una superficie de 1,27 km².

## Demografía
En 2021, tenía 35 habitantes, una densidad poblacional de 27,7 hab./km², y 26 viviendas.